# Alliantie Tegen Partijpolitiek
Alliantie Tegen Partijpolitiek (ATP) was een Belgische lokale politieke partij in Heist-op-den-Berg.

## Geschiedenis
De ATP werd opgericht in de aanloop naar de gemeenteraadsverkiezingen van 2000. Boegbeeld was Xavier Crombez. De partij overtuigde daarbij 0,4% van de kiezers, onvoldoende voor een zetel in de Heistse gemeenteraad.